# 新宝镇
新宝镇，是中华人民共和国广东省茂名市信宜市下辖的一个乡镇级行政单位。

## 行政区划
新宝镇下辖以下地区：
新宝社区、新宝村、枫木村、白龙村、沙底村、横源村、五垌村、上峰村、上云村、桂垌村、华峰村、茂门村、甘利村、朝阳村、清水村、大坝村和石垌村。